# Stazione di Losanna-Flon
La stazione di Losanna-Flon (in francese Lausanne-Flon) è una stazione sotterranea della LEB di interscambio tra ferrovia e metropolitana posta nel distretto Le Flon del centro di Losanna, nel Canton Vaud, in Svizzera.  È l'hub del sistema metropolitano di Losanna e movimenta circa 70.000 persone al giorno.

## Storia
La moderna stazione di Flon venne realizzata in seguito all'apertura, avvenuta il 24 maggio 1991, della Linea M1, una stadtbahn. In seguito furono intrapresi i lavori di costruzione, in sotterraneo, del tratto di congiunzione del nuovo impianto alla stazione terminale di Chauderon della ferrovia Losanna-Echallens-Bercher che collega l'area suburbana a nord della città e che aspirava da tempo ad avere un capolinea più centrale; dopo ben 125 anni dalla sua inaugurazione la LEB ha finalmente potuto attestarsi a Flon a partire dal 25 maggio del 2000 con l'apertura del nuovo percorso.
Il 27 ottobre 2008 vi si è attestata anche la linea M2, una metropolitana su gomma derivata dalla trasformazione della dismessa Ferrovia Lausanne–Ouchy chiusa nel gennaio 2006 per i lavori relativi. A partire da tale data la stazione è divenuta un importante nodo ferroviario di interscambio passeggeri.

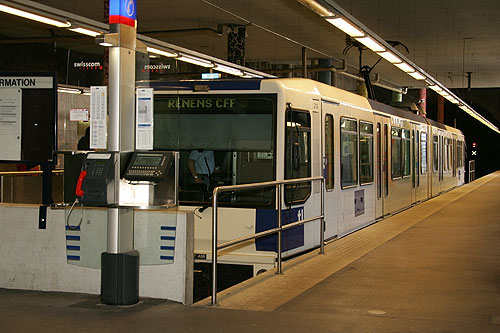
Un convoglio metro per Renens